# Franc
Franc là tên chung của một số đơn vị tiền tệ, nhất là franc Pháp - đơn vị tiền tệ của Pháp. Đồng franc Pháp lưu thông trên thị trường cho đến khi nước này thông qua nghị luật sử dụng đồng euro năm 1999 và đem thi hành năm 2002. Ngoài ra franc còn có thể là tên gọi đồng franc Thụy Sĩ, đơn vị tiền tệ của Thụy Sĩ và cũng là một ngoại tệ quan trọng trên thế giới.